# Liste du patrimoine mondial en Sierra Leone
Cet article recense les sites inscrits au patrimoine mondial en Sierra Leone.

## Statistiques
La Sierra Leone ratifie la Convention pour la protection du patrimoine mondial, culturel et naturel le 7 janvier 2005.
En 2025, la Sierra Leone compte un site inscrit au patrimoine mondial, naturel. 4 sites sont inscrits sur la liste indicative : 3 culturels et 1 mixte.

## Patrimoine mondial
Le site suivant est inscrit au patrimoine mondial.
| Id.  | Bien                     | Province(s) | Année | Superficie (ha) | Critères et notes                                                                   | Coordonnées | Illus. |
| ---- | ------------------------ | ----------- | ----- | --------------- | ----------------------------------------------------------------------------------- | --- | ------ |
| 1746 | Complexe Gola-Tiwai (en) | Est, Sud    | 2025  | 71 202,7        | Naturel, (ix), (x) Comprend 4 sites : Tiwai (en), Gola Sud, Gola central, Gola Nord | 7° 32′ 28″ N, 11° 20′ 52″ O 7° 22′ 00″ N, 11° 12′ 00″ O 7° 39′ 00″ N, 10° 52′ 00″ O 7° 48′ 00″ N, 10° 40′ 00″ O |        |

## Liste indicative
Les biens suivants sont inscrits sur la liste indicative du pays au début 2025. 
| Site                                          | Province | Type                    | Date | Lien | Notes | Coordonnées                        | Illus. |
| --------------------------------------------- | -------- | ----------------------- | ---- | ---- | ----- | ---------------------------------- | ------ |
| Western Area Forest Reserve                   | Ouest    | Mixte (iii), (vii), (x) | 2012 | 5741 |       | 8° 20′ 07″ nord, 13° 09′ 29″ ouest |        |
| Ancien bâtiment de l'université de Fourah Bay | Ouest    | Culturel (iii)          | 2012 | 5744 |       | 8° 29′ 33″ nord, 13° 12′ 35″ ouest |        |
| Île de Bunce                                  | Nord     | Culturel (ii), (iii)    | 2012 | 5745 |       | 8° 24′ 07″ nord, 13° 02′ 38″ ouest |        |
| La porte vers Old King's Yards (de)           | Ouest    | Culturel (iii)          | 2012 | 5746 |       | 8° 29′ 18″ nord, 13° 14′ 18″ ouest |        |